# ابن غرسیه
ابن غرسیه (نام کامل:ابوعامر احمد بن غرسیه) (؟ -۱۰۸۴) ادیب، نثرنویس و شاعر عرب اندلسی باسکی‌اصل با گرایش‌های شعوبی بود.